# Europese kampioenschappen boogschieten (veld)
De Europese kampioenschappen veldboogschieten zijn door World Archery Europe (WAE) georganiseerde tweejaarlijkse kampioenschappen voor boogschutters. 

## Geschiedenis
De eerste editie werd ingericht door de Fédération Internationale de Tir à l'Arc (FITA) en vond plaats van 11 tot en met 12 september 1970 in het Britse Rhondda. Na de oprichting van de European & Mediterranean Archery Union (EMAU) op 17 april 1988 te Parijs kwam de organisatie in handen van deze Europese boogschuttersfederatie. Sinds 20 mei 2012 is de organisatie van het kampioenschap in handen van EMAU-opvolger World Archery Europe (WAE).

## Edities
| Editie | Jaar | Plaats                           |
| ------ | ---- | -------------------------------- |
| I      | 1970 | Rhondda (Verenigd Koninkrijk)    |
| II     | 1972 | Passariano & Codroipo (Italië)   |
| III    | 1974 | Zagreb (Joegoslavië)             |
| IV     | 1976 | Mölndal (Zweden)                 |
| V      | 1978 | Genève (Zwitserland)             |
| VI     | 1980 | Compiègne (Frankrijk)            |
| VII    | 1982 | Kingsclere (Verenigd Koninkrijk) |
| VIII   | 1984 | Hyvinkää (Finland)               |
| IX     | 1986 | Radstadt (Oostenrijk)            |
| X      | 1988 | San Genesio (Italië)             |
|        |      |                                  |
| XI     | 1995 | Lillehammer (Noorwegen)          |
| XII    | 1997 | Ardesio (Italië)                 |
| XIII   | 1999 | Bovec (Slovenië)                 |
| XIV    | 2001 | Železná Ruda (Tsjechië)          |
| XV     | 2003 | Vagney (Frnakrijk)               |
| XVI    | 2005 | Rogla (Slovenië)                 |
| XVII   | 2007 | Bjelovar (Kroatië)               |
| XVIII  | 2009 | Champagnac (Frankrijk)           |
| XIX    | 2011 | Montevarchi (Italië)             |
| XX     | 2013 | Terni (Italië)                   |
| XXI    | 2015 | Rzeszów (Polen)                  |
| XXII   | 2017 | Mokrice (Slovenië)               |
| XXIII  | 2019 | Mokrice (Slovenië)               |
| XXIV   | 2021 | Poreč (Kroatië)                  |
| XXV    | 2023 | San Sicario Alto (Italië)        |